# Campeonato Asiático de Atletismo de 2013 - Lançamento de disco feminino
A prova do Lançamento de disco feminino do Campeonato Asiático de Atletismo de 2013 foi disputada no dia 3 de julho de 2013 no Shree Shiv Chhatrapati Sports Complex em Pune, na Índia. 

## Recordes
Antes desta competição, os recordes mundiais e do campeonato nesta prova eram os seguintes:
|                       | Nome             | Nacionalidade     | Distância | Local          | Data                  |
| --------------------- | ---------------- | ----------------- | --------- | -------------- | --------------------- |
| Recorde mundial       | Gabriele Reinsch | Alemanha Oriental | 76m 80cm  | Neubrandenburg | 9 de julho de 1988    |
| Recorde do campeonato | Song Aimin       | China             | 65m 15cm  | Incheon        | 2 de setembro de 2005 |
| Recorde asiático      | Xiao Yanling     | China             | 71m 68cm  | Pequim         | 14 de março de 1992   |

## Medalhistas
| Ouro            | Prata                | Bronze           |
| Su Xinyue (CHN) | Jiang Fengjing (CHN) | Li Tsai-Yi (TPE) |

## Cronograma
Todos os horários são locais (UTC+5:30).
| Data       | Hora  | Evento |
| ---------- | ----- | ------ |
| 3 de julho | 17:15 | Final  |

## Final
A final da prova ocorreu dia 3 de julho às 17:15.
| Posição           | Atleta               | Nacionalidade | #1    | #2    | #3    | #4    | #5    | #6    | Resultados | Notas |
| ----------------- | -------------------- | ------------- | ----- | ----- | ----- | ----- | ----- | ----- | ---------- | ----- |
| Medalha de ouro   | Su Xinyue            | China         | 54.55 | 55.88 | x     | 55.29 | x     | 55.32 | 55.88      |       |
| Medalha de prata  | Jiang Fengjing       | China         | x     | 55.57 | 55.70 | x     | x     | 51.99 | 55.70      |       |
| Medalha de bronze | Li Tsai-Yi           | Taipé Chinesa | 50.55 | 54.46 | 51.61 | 55.32 | 50.88 | 52.88 | 55.32      |       |
| 4                 | Krishna Poonia       | Índia         | 54.29 | 55.01 | 52.89 | 53.83 | 54.22 | 53.93 | 55.01      |       |
| 5                 | Seema Antil          | Índia         | x     | 37.36 | 52.40 | 52.58 | 48.22 | 50.78 | 52.58      |       |
| 6                 | Kim Min              | Coreia do Sul | 44.95 | x     | x     | 45.66 | 49.22 | 46.74 | 49.22      |       |
| 7                 | Navjeet Kaur Dhillon | Índia         | 39.28 | 41.45 | 45.33 | x     | 44.25 | 42.95 | 45.33      |       |
| 8                 | Mariya Telushkina    | Cazaquistão   | 40.87 | x     | x     | 42.89 | x     | x     | 42.89      |       |

Legenda
| Recorde mundial       | Recorde mundial (World record)               |                       | Recorde africano                      | Recorde africano (African) |                                           | Q | Classificado por posição (Qualified) |
| Recorde do campeonato | Recorde do campeonato (Championship record)  | Recorde da América    | Recorde da América (Americas)         | q                          | Classificado por melhor tempo (Qualified) |   |                                      |
| Melhor marca do ano   | Melhor marca do ano (World leading)          | Recorde asiático      | Recorde asiático (Asian)              | DNS                        | Não largou (Did not start)                |   |                                      |
| Recorde nacional      | Recorde nacional (National record)           | Recorde europeu       | Recorde europeu (European)            | DNF                        | Não terminou (Did not finish)             |   |                                      |
| Recorde pessoal       | Recorde pessoal do atleta (Personal best)    | Recorde da Oceania    | Recorde da Oceania (Oceania)          | DSQ / DQ                   | Desclassificado (Disqualified)            |   |                                      |
| Recorde da temporada  | Recorde da temporada do atleta (Season best) | Recorde sul-americano | Recorde sul-americano (South America) | NM                         | Sem marca (No mark)                       |   |                                      |